# Атаев, Джурабай
Джурабай Атаев (1922 год, кишлак Ява, Ходжентский уезд, Ферганская область, Туркестанская область — дата смерти неизвестна, кишлак Ява) — звеньевой колхоза имени Сталина Ленинабадского района Ленинабадской области, Таджикская ССР. Герой Социалистического Труда (1948).

## Биография
Родился в 1922 году в кишлаке Ява Ходженткого уезда. Получил начальное образование. С середины 1930-х годов трудился рядовым колхозником, звеньевым в хлопководческом колхозе имени Сталина (позднее — «40 лет Октября») Ленинабадского района.
В 1947 году комсомольско-молодёжное звено под руководством Джурабая Атаева получило в среднем по 66,24 центнера египетского хлопка с каждого гектара на участке площадью 3 гектара. Указом Президиума Верховного Совета СССР от 1 марта 1948 года удостоен звания Героя Социалистического Труда за «получение высокого урожая хлопка при выполнении колхозом обязательных поставок и натуроплаты за работу МТС в 1947 году и обеспеченности семенами зерновых культур для весеннего сева 1948 года» с вручением ордена Ленина и золотой медали «Серп и Молот».
Этим же Указом были удостоены звания Героя Социалистического Труда звеньевой Муллорозик Бободжанов, Рахматбой Султанов, Гадойбой Юлдашев, бригадир Хосият Миралимова и председатель колхоза Пулат Бобокалонов.
Трудился в колхозе до выхода на пенсию. Проживал в родном кишлаке Ява Ленинабадского района. Дата смерти не установлена.
Награды
- Герой Социалистического Труда
- Орден Ленина
- Медаль «За трудовую доблесть» (03.05.1949)